# Droga krajowa B94 (Austria)
Droga krajowa B94 (Ossiacher Straße) – droga krajowa w południowej części Austrii. Trasa na całej swej - 52,5 kilometrowej - długości biegnie przez terytorium kraju związkowego Karyntia. Droga B94 bierze początek w miasteczku Sankt Veit an der Glan na skrzyżowaniu z Seeberg Straße oraz z drogą krajową B317. Wzdłuż rzeki Glan trasa biegnie na zachód do miasta Feldkirchen in Kärnten, gdzie spotyka się z Gurktal Straße oraz Turracher Straße. Dalej B94 prowadzi do miasta Villach, gdzie kończy bieg na skrzyżowaniu z drogą B83. Na całej długości równolegle do szosy prowadzi linia kolejowa.